# Heterosyphus sicardi
Heterosyphus sicardi är en skalbaggsart som beskrevs av Renaud Maurice Adrien Paulian 1975. Heterosyphus sicardi ingår i släktet Heterosyphus och familjen bladhorningar. Inga underarter finns listade i Catalogue of Life.